# Муленга, Джейкоб
Джейкоб Муленга (англ. Jacob Mulenga; 12 февраля 1984, Китве-Нкана, Замбия) — замбийский футболист, игравший на позиции нападающего.
Выступал за сборную Замбии.

## Клубная карьера
Профессиональную карьеру начал в клубе первой лиги замбийского чемпионата «Африспорт». В сезоне 2003 года помог клубу перейти в высшую лигу чемпионата Замбии. В декабре 2003 года был на просмотре во французском клубе «Ренн», но контракт заключён не был. Летом 2004 года Муленга был приглашён в клуб «Бастия», но вновь переговоры закончились неудачно.
В августе 2004 года Джейкоб заключил контракт с клубом французской Лиги 2 «Шатору». За счёт того, что в 2004 году клуб был финалистом Кубка Франции, было получено право выступать в Кубке УЕФА. «Шатору» прекратил выступление в первом раунде, уступив бельгийском «Брюгге» с общим счётом 1:6. За 3 сезона, проведённые в клубе, Муленга забил 18 голов в 82 играх.
В сезоне 2007/08 Джейкоб, проведя 4 игры в Лиге 2, 25 августа 2007 года на правах аренды перешёл в клуб Лиги 1 «Страсбур». Первый матч в Лиге 1 Муленга провёл 29 августа 2007 года против клуба «Сент-Этьен». 9 февраля 2008 года в матче против «Сент-Этьена» Джейкоб забил свой первый и единственный в том сезоне гол. Клуб закончил чемпионат на 19-м месте и выбыл в Лигу 2.
Аренда закончилась 30 июня 2008 года и игрок вернулся в «Шатору», выступающий в Лиге 2. За клуб Муленга в Лиге 2 сезона 2008/09 провёл 27 матчей и забил 9 мячей.
В мае 2009 года Джейкоб на правах свободного игрока подписал трёхлетний контракт с нидерландским клубом «Утрехт». Первый матч за команду в чемпионате Нидерландов провёл 1 августа против команды «Валвейк». Первый гол в чемпионате забил 23 октября 2009 года в матче против «Роды» из Керкраде. Встреча закончилась победой «Утрехта» со счётом 2:1. Клуб занял 7-е итоговое место и получил право играть в плей-офф за попадание в Лигу Европы. Обыграв «Гронинген» (3:1, 2:0), а затем «Роду» (2:0, 4:1), клуб получил право выступать в Лиге Европы со второго квалификационного раунда. Во встрече, закончившейся со счётом 4:1, Джейкоб забил третий и четвёртый гол своей команды.
Пройдя 3 квалификационных раунда, обыграв последовательно «Тирану», «Люцерн» и «Селтик», «Утрехт» получил право играть в групповом этапе Лиги Европы УЕФА. На предварительном этапе Муленга не играл только в выездном матче против «Селтика». В групповом этапе он сыграл в домашних матчах против «Ливерпуля» и «Стяуа».
В чемпионате футболист выходил на поле в 9 играх, забив в них три гола. 31 октября 2010 года, в матче 12-го тура против АДО Ден Хааг, Муленга травмировал правое колено — повреждение мениска и крестообразной связки. Футболист вышел из строя до конца сезона.
В январе 2015 года подписал контракт с китайским клубом «Шицзячжуан Эвер Брайт».
В октябре 2020 года перешёл в «Гоу Эхед Иглз» до конца сезона 2020/21. В команде дебютировал 17 октября в матче Эрстедивизи против «Эйндховена» и стал автором забитого гола. Всего за сезон забил 6 голов в 28 матчах чемпионата. Летом 2021 года продлил контракт с клубом ещё на один сезон. 15 мая 2022 года в матче Эредивизи против «Херенвена» провёл свою последнюю игру в карьере. Он вышел на поле на 71-й минуте вместо Исака Лидберга, а на 89-й минуте забил гол.

## Национальная сборная
За сборную Замбии играл с 2004 года. Участник Кубков африканских наций 2008 и 2010 годов.
В 2008 году провел все 3 игры в составе своей команды и забил гол в матче против Судана. Замбия, заняв третье место в группе, прекратила выступление.
В 2010 году сборная выступила гораздо удачнее, дойдя до четвертьфинала турнира. Муленга выступал во всех четырёх матчах за сборную, забив два гола — Тунису и Камеруну.